# James Franco
James Edward Franco (n. 19 aprilie 1978, Palo Alto, California, SUA) este un actor, regizor, scenarist, producător, autor și profesor american. 

## Biografie
A început cariera în actorie în anii 1990, cu un rol în serialul de televiziune Freaks and Geeks și în mai multe filme pentru adolescenți. În anul 2001 a jucat rolul principal în filmul autobiografic James Dean, a lui Mark Rydell, rol pentru care a câștigat un Golden Globe pentru cel mai bun actor într-un serial de televiziune. Pentru rolul din Pineapple Express a fost nominalizat pentru același premiu. A mai fost nominalizat și la Premiile Oscar pentru rolul său din filmul 127 Hours. S-a născut în aprilie 1978 în Palo Alto, California, ca fiul lui Betsy, poet, autor și editor și Doug Franco,  care s-au cunoscut pe băncile Universității. Mai are doi frați, Tom și Dave. A jucat în timpul școlii în producțiile interne și a fost desemnat colegul cu cel mai frumos zâmbet.  A renunțat la o carieră în armată pentru cea de actor împotriva dorinței părinților săi.
În anul 2006, Franco a debutat în serialul de televiziune 7th Heaven. De atunci până în prezent, el a apărut în seriale de televiziune precum Do Not Disturb și Young Justice. Franco a apărut de asemenea și în filme că Superbad, Charlie St. Cloud, 21 Jump Street, Warm Bodies, The Shortcut și Now You See Me. De asemenea a jucat alături de Sophia Myles in filmul Tristan si Isolda.
În august 2009, Variety anunța că Franco va face parte din distribuția serialului Scrubs (sezonul 9) și va juca rolul lui "Cole Aaronson", un student la medicină. Actorul a apărut în toate episoadele din sezonul nouă și a primit doar critici pozitive.  
În August 2011 Franco apărea în comedia horror Fright Night alături de actori precum Colin Farrell și Toni Collete. Filmul era un remake al filmului din 1985 cu același nume, și în el este vorba de un tânăr adolescent care descoperă că vecinul său este un vampir. Franco jucă rolul unui student foarte popular. Filmul a primit aprecieri pozitive din partea criticilor și a realizat încasări în valoare de 41 milioane de dolari. 
În Aprilie 2012, Shalom Life îi poziționa pe el și pe fratele sau, pe locul 2 în lista "top 50 cei mai talentați, inteligenți, amuzanți și frumoși evrei din lume". În Martie 2012, Franco debuta în filmul 21 Jump Street al Columbia Pictures, jucând rolul lui Eric, un elev de liceu care era de fapt un distribuitor de droguri. 
În anul 2013, Franco era Perry Kelvin în filmul Warm Bodies. În același an, Franco apărea alături de Jesse Eisenberg, Mark Ruffalo și Morgan Freeman într-unul din cele mai de succes thrillere ale anului, Now You See Me. 
În anul 2014, Dave Franco apare în comediile Neighbors și 22 Jump Street.

## Filmografie
- Why him? (2016) - Laird Mayhew

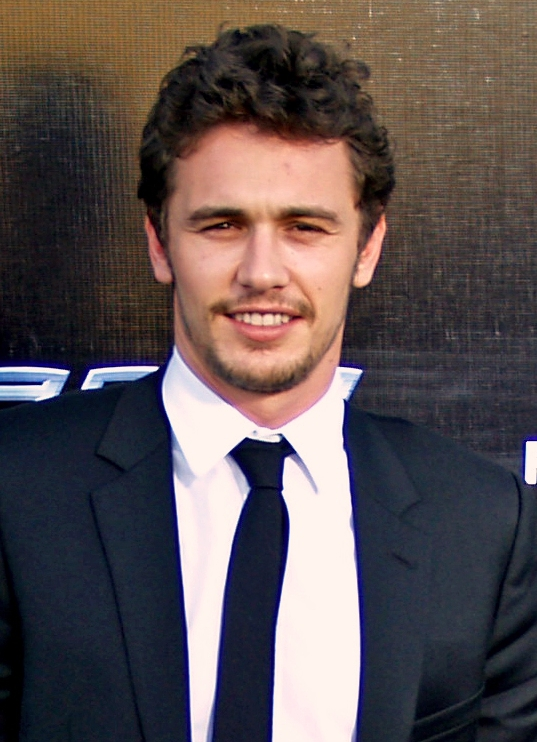
James Franco la premiera Omul-păianjen 3 în New York City, 2007

- True Story (2014) - Christian Longo
- The Game (2013) - dl. Mistery
- The Perfect Moment (2013) - Robert Mapplethorpe
- The Apocalypse (2013) - James Franco
- Grozavul și puternicul Oz (2013) - Oscar Diggs / Oz
- Child of God (2013) - Jerry
- Spring Breakers (2013) - Alien
- The Iceman (2013) - Marty (cameo)
- Black Dog, Red Dog (2012) - Leo
- Hollywood Heights (2012) - Osbourne Silver
- Lovelace (2012) - Hugh Hefner
- Tar (2012) - Charles Kenneth Williams
- As I Lay Dying (2012) - regizor
- Maladies (2012) - James
- Cherry (2012) - Frances
- General Hospital (54 episoade, 2009 - 2012) - Robert 'Franco' Frank
- The Stare (2012) - Tyrone
- Francophrenia (Or Don't Kill Me, I Know Where the Baby Is) (2012) - Franco
- Sal (2011) - Milton Katselas
- Rebel (scurt-metraj, 2011) - James Dean
- Rise of the Planet of the Apes / Planeta maimuțelor: Invazia (2011) - Will Rodman
- The Broken Tower (2011) - Hart Crane
- Your Highness / Măria Ta (2011) - Fabious
- The Colbert Report (1 episod, 2011) - Frank Jameso
- The Green Hornet / Viespea Verde 3D (2011) - Danny Crystal Clear
- 127 Hours / 127 de ore (2010) - Aron Ralston
- Shadows and Lies (2010) - William Vincent
- Masculinity & Me (2010)
- Date Night / Întâlnire cu surprize (2010) - Taste
- Eat Pray Love / Mănâncă roagă-te iubește (2010) - David Piccolo
- Love & Distrust / Dragoste și neîncredere (2010) - Travis
- Howl / Urletul (2010) - Allen Ginsberg
- Milk / Milk - Prețul curajului (2008) - Scott Smith
- Nights in Rodanthe / Nopți în Rodanthe (2008) - Dr. Mark Flanner (necreditat)
- Pineapple Express / Pineapple Express: O afacere riscantă (2008) - Saul Silver
- Camille (2008) - Silas Parker
- The Hills with James Franco and Mila Kunis (scurt-metraj, 2007) - Justin Bobby
- Good Time Max (2007) - Max Verbinski
- In The Valley of Elah / În valea terebinților (2007) - sergentul Dan Carnelli
- Spider-Man 3 / Omul-păianjen 3 (2007) - Harry Osborn / Noul Goblin
- Knocked Up / Un pic însărcinată (2007) - James Franco (necreditat)
- Finishing the Game: The Search for a New Bruce Lee (2007) - Dean Silo
- Interview / Interviu (2007) - iubitul Katyei la telefon
- An American Crime / O crimă perfectă (2007) - Andy
- Annapolis (2006) - Jake Huard
- Flyboys / Eroii cerului (2006) - Blaine Rawlings
- The Dead Girl / Fata moartă (2006) - Derek
- Grasshopper (scurt-metraj, 2006) - Travis
- The Wicker Man / Omul de răchită (2006) - barman #1
- Tristan și Isolda (2006) - prințul Tristan
- The Ape / Maimuța (2005) - Harry Walker
- The Great Raid / Marele Raid (2005) - căpitanul Robert Prince
- Fool's Gold (2005) - Brent
- Spider-Man 2 / Omul Păianjen 2 (2004) - Harry Osborn
- The Company / Vedere de ansamblu (2003) - Josh
- City by the Sea / Amprenta unui asasin (2002) - Joey LaMarca
- Sonny (2002) - Sonny Phillips
- Blind Spot (2002) - Danny
- Mother Ghost (2002) - tip pe skateboard
- You Always Stalk the Ones You Love (2002)
- The Car Kid (2002) - tipul de la bar
- Deuces Wild / Așii sălbatici (2002) - Tino
- Spider-Man / Omul Păianjen (2002) - Harry Osborn
- James Dean (TV, 2001) - James Dean / Naratorul
- Mean People Suck (2001) - Casey
- Some Body / Cineva (2001) - tipul din apartament #3 (necreditat)
- The X-Files / Dosarele X (1 episod, 2001) - ofițer #2
- Freaks and Geeks / Rebelii și tocilarii (18 episoade, 1999 - 2000) - Daniel Desario
- At Any Cost (TV, 2000) - Mike
- Whatever It Takes / Cu orice preț (2000) - Chris Campbell
- If Tomorrow Comes (2000) - Devin
- Never Been Kissed / Un sărut adevărat (1999) - Jason Way (creditat James Edward Franco)
- Profiler / Profiler: Psihologia crimei (1 episod, 1999) - Stevie
- To Serve and Protect / În slujba dreptății (TV, 1998) - Matt Carr
- 1973 (1998) - Greg
- Pacific Blue (1 episod, 1997) - Brian

## Discografie

### Albume
- 2011: Turn It Up EP – colaborare cu Kalup Linzy
- 2012: MotorCity EP – cu Tim O'Keefe, ca duo "Daddy"

### Muzică pe alte albume
- 2013: "Hanging with Da Dopeboys" – feat DangeRuss pe albumul Spring Breakers: Music from the Motion Picture
- 2013: "I Love You" – feat Kalup Linzy pe albumul Romantic Loner

## Publicații
- Franco, James. "A Star, a Soap and the Meaning of Art." The Wall Street Journal, 4 decembrie 2009.
- Franco, James. "Just Before the Black." Esquire, 24 martie 2010.
- Franco, Betsy (2009). Metamorphosis: Junior Year [With Earbuds]. Candlewick Press. ISBN 978-0763-6-3765-1.
- Franco, James (2010). Palo Alto: Stories. Scribner. ISBN 978-1-4391-6314-6.
- Hoffman, Alice (2011). Ploughshares Winter 2011–2012. ISBN 978-1933-0-5821-4.
- Mattson, Joseph (2011). The Speed Chronicles. Akashic Books. ISBN 978-1617-7-5028-1.
- 1, n+ (2012). n+1 Issue 13: Machine Politics. n+1. ISBN 978-0982-5-9775-0.
- La Force, Thessaly (2012). My Ideal Bookshelf. Little, Brown and Company. ISBN 978-0316-2-0090-5.
- Franco, James (2012). Dangerous Book Four Boys. Rizzoli International Publications. ISBN 978-0847-8-3813-4.
- Franco, James (2012). 113 Crickets: Volume 2. Dymaxicon. ISBN 978-1937-9-6506-8.
- Factory, The Coffin (2012). The Coffin Factory (Issue 3). The Coffin Factory.
- Franco, James (2012). Strongest of the Litter: (The Hollyridge Press Chapbook Series). Hollyridge Press. ISBN 978-0984-3-1005-0.
- Franco, James (2013). A California Childhood. Insight Editions. ISBN 978-1608-8-7202-2.
- Franco, James (2013). Actors Anonymous. Little A / New Harvest. ISBN 978-0544-1-1453-1.
- Franco, James (2014). Directing Herbert White: Poems. Graywolf Press. ISBN 978-1555-9-7673-6.